# Kerala Congress
Kerala Congress var ett politiskt parti i den indiska delstaten Kerala, och en utbrytning ur det större Kongresspartiet. Vid valet till Lok Sabha 1999 fick partiet 0,1% av rösterna och 1 mandat.